# 르노 조에
르노 조에(Renault Zoé)는 르노의 소형 EV 해치백이다.

## 상세
2012년에 첫 출시했으며, 대한민국에는 2020년 8월 18일에 1세대의 페이스리프트 모델이 처음으로 수입되어 르노코리아자동차를 통해 판매했으나 2022년에 소리소문없이 수입이 중단됐다. 대한민국 시장에서는 SM3 ZE 및 클리오의 자리를 대체하며, 충전 규격은 DC콤보-1이다. 2024년에는 유럽 시장에서도 생산이 중단되었으며, 현재는 재고차만 판매되고 있다. 후속격 차종은 르노 5 E-테크이다.

## 같이 보기
- 르노 트위지
- 닛산 리프